# Wager Bay
Wager Bay ist eine Bucht im Nordwesten der Hudson Bay im Ukkusiksalik-Nationalpark.
Sie erreicht in Nordwest-Richtung eine maximale Ausdehnung von 150 km. Ihre Breite variiert zwischen 3 km 
am Buchteingang, den Narrows, und bis zu 30 km im zentralen Bereich. Der Zugang zur Bucht ist flankiert von Cape Dobbs und Cape Montague. Am Ende der Bucht liegen die Reversing Falls. Dahinter befindet sich der See Ford Lake, in welchen der Brown River mündet. Die Bucht ist von steilen Kliffs umrahmt, die im Südwesten Höhen von bis zu 290 m erreichen.
Im Osten öffnet sich die Bucht zum Roes Welcome Sound.
Benannt wurde die Buch im Jahr 1742 durch den englischen Seefahrer und Mitglied der Royal Society Christopher Middleton. Er drang als erster Europäer, mit seiner Bombarde Furnace,  in den Fjord ein und wurde dort dann drei Wochen lang von Treibeis festgehalten. Er benannte die Bucht nach dem damals amtierenden ersten Lord der Britischen Admiralität, Sir Charles Wager.